# Анализатор трафика
Анализатор трафика, также встречается сниффер (досл.: «вынюхивающий» от англ. sniff — «нюхать») — устройство и/или программное обеспечение, позволяющее считывать, анализировать, а в случае злонамеренности и искажать, сетевой трафик в месте собственного подключения к компьютерной сети.

## Принцип работы
Сниффер может анализировать только то, что проходит через его сетевую карту. Внутри одного сегмента сети Ethernet все пакеты рассылаются всем машинам, из-за этого возможно перехватывать чужую информацию. Использование коммутаторов (switch, switch-hub) и их грамотная конфигурация уже является защитой от прослушивания. Между сегментами информация передаётся через коммутаторы. Коммутация пакетов — форма передачи, при которой данные, разбитые на отдельные пакеты, могут пересылаться из исходного пункта в пункт назначения разными маршрутами. Так что если кто-то в другом сегменте посылает внутри него какие-либо пакеты, то в ваш сегмент коммутатор эти данные не отправит.
Перехват трафика может осуществляться:
- обычным «прослушиванием» сетевого интерфейса (метод эффективен при использовании в сегменте концентраторов (хабов) вместо коммутаторов (свитчей), в противном случае метод малоэффективен, поскольку на сниффер попадают лишь отдельные фреймы);
- подключением сниффера в разрыв канала;
- ответвлением (программным или аппаратным) трафика и направлением его копии на сниффер (Network tap);
- через анализ побочных электромагнитных излучений и восстановление таким образом прослушиваемого трафика;
- через атаку на канальном (2) (MAC-spoofing) или сетевом (3) уровне (IP-spoofing), приводящую к перенаправлению трафика жертвы или всего трафика сегмента на сниффер с последующим возвращением трафика в надлежащий адрес.

## Применение
В начале 1990-х широко применялся хакерами для захвата пользовательских логинов и паролей, которые в ряде сетевых протоколов передаются в незашифрованном или слабозашифрованном виде. Широкое распространение хабов позволяло захватывать трафик без больших усилий в больших сегментах сети практически без риска быть обнаруженным.
Снифферы применяются как в деструктивных, так и в благих целях. Анализ прошедшего через сниффер трафика позволяет:
- Обнаружить паразитный, вирусный и закольцованный трафик, наличие которого увеличивает загрузку сетевого оборудования и каналов связи (снифферы здесь малоэффективны; как правило, для этих целей используют сбор разнообразной статистики серверами и активным сетевым оборудованием и её последующий анализ).
- Выявить в сети вредоносное и несанкционированное ПО, например, сетевые сканеры, флудеры, троянские программы, клиенты пиринговых сетей и другие (это обычно делают при помощи специализированных снифферов — мониторов сетевой активности).
- Перехватить любой незашифрованный (а порой и зашифрованный) пользовательский трафик с целью получения паролей и другой информации.
- Локализовать неисправность сети или ошибку конфигурации сетевых агентов (для этой цели снифферы часто применяются системными администраторами)

Поскольку в «классическом» сниффере анализ трафика происходит вручную, с применением лишь простейших средств автоматизации (анализ протоколов, восстановление TCP-потока), то он подходит для анализа лишь небольших его объёмов.

## Противодействие
Снизить угрозу сниффинга пакетов можно с помощью таких средств, как:
- Криптография
- Антиснифферы
- Коммутируемая инфраструктура